# Fopius
Fopius (лат.) — род паразитических наездников из семейства Braconidae.

## Описание
Мелкие наездники. Лицо без бугорков; проплевра с коротким субапикальным килем; наличник более или менее выпуклый снизу и сравнительно высокий, без отчетливого гипоклипеального вдавления, самое большее с узкой щелью; жвалы крупные; затылочный киль на уровне середины глаза прямой или почти такой, без поперечного киля и гребня; скапус, передний тазик и вертлуг слабо сжаты; эпистомальный шов без больших вдавлений; скутеллярная бороздка широкая. Жилка 3-SR переднего крыла короче, чем жилка 2-SR.

## Биология
Яйце-личиночные паразитоиды мух. Включает некоторые из наиболее важных паразитоидов, используемых в биоконтроле вредителей из семейства Tephritidae.

## Классификация
Первоначально был описан как подрод в составе рода Rhynchosteres. Ранее большинство видов Fopius включались в состав родов Biosteres и Opius. Жилка 3-SR переднего крыла короче, чем жилка 2-SR.
- F. alternatae (Tobias, 1977)
- F. arisanus (Sonan, 1932)
- F. bevisi (Brues, 1926)
- F. bonaefidei (Fischer, 1978)
- F. carpocapsae (Ashmead, 1900)
- F. carpomyiae (Silvestri, 1916)
- F. caudatus (Szepligeti, 1913)
- F. ceratitivorus Wharton, 1999
- F. clausus Chen & Weng, 2005
- F. dandenongensis (Fischer, 1978)
- F. deeralensis (Fullaway, 1950)
- F. denticulifer (van Achterberg & Maeto, 1990)
- F. desideratus (Bridwell, 1919)
- F. dorsopiferus Li, van Achterberg & Tan, 2013
- F. ferrari Carmichael & Wharton, 2005
- F. illusorius (Fischer, 1971)
- F. kotenkoi Tobias, 2000
- F. longicauda (Granger, 1949)
- F. longiexsistens (Fischer, 1978)
- F. marangensis (Fischer, 1962)
- F. myolejae (Tobias, 1977)
- F. mystrium Wu, Chen & He, 2005
- F. niger (Szepligeti, 1913)
- F. okekai Kimani-Njogu & Wharton, 2002
- F. ottotomoanus (Fullaway, 1957)
- F. oxoestos Wu, Chen & He, 2005
- F. persulcatus (Silvestri, 1916)
- F. pyknothorax (Fischer, 1971)
- F. rubrithorax (Granger, 1949)
- F. ruficornis (Granger, 1949)
- F. rufotestaceus (Granger, 1949)
- F. schlingeri Wharton, 1999
- F. silvestrii (Wharton, 1987)
- F. skinneri (Fullaway, 1951)
- F. spanistriae Wu, Chen & He, 2005
- F. subalternatae (Tobias, 1998)
- F. taiwanicus (Fischer, 1975)
- F. vandenboschi (Fullaway, 1952)

- Другие виды